# Nazranovskij rajon
Il Nazranovskij rajon (in russo Назрановский район?) è un municipal'nyj rajon della Repubblica autonoma dell'Inguscezia, in Caucaso. Istituito nel 1991 ha come capoluogo Nazran' e conta circa una popolazione di 92.575 abitanti - esclusa il capoluogo, composta per l'85% da ceceni e per il 15% da ingusci.